# Gymnangium ferlusi
Gymnangium ferlusi är en nässeldjursart som först beskrevs av Chantal Billard 1901.  Gymnangium ferlusi ingår i släktet Gymnangium och familjen Aglaopheniidae. Inga underarter finns listade i Catalogue of Life.